# Chris Cord
Chris Cord (ur. 15 lipca 1940 roku) – amerykański kierowca wyścigowy.

## Kariera
Cord rozpoczął karierę w międzynarodowych wyścigach samochodowych w 1978 roku od startu w grupie 5 +2.0 24-godzinnego wyścigu Le Mans, w którym odniósł zwycięstwo w swojej klasie, a w klasyfikacji generalnej był piąty. W późniejszych latach Amerykanin pojawiał się także w stawce World Sportscar Championship, World Challenge for Endurance Drivers, World Championship for Drivers and Makes, IMSA Camel GT Championship, IMSA GTU Championship, IMSA Camel GTO, International Race Of Champions oraz IMSA Camel GTP Championship.